# Strynø Kirke
Strynø Kirke er en kirke i Strynø By på øen Strynø i det Sydfynske Øhav.
Kirken er opført i 1867 af baroniet Lehn ved arkitekterne Vilhelm Dahlerup og Ove Petersen og består af kirkeskib med tresidet afsluttet kor og vesttårn med forhal.
Kirken er bygget på grunden og resterne af den gamle kirke fra 1500-tallet. Våbenhuset er eneste bevarede levn af den gamle kirkebygning.

## Inventar
Altertavlen, der er malet af 1881 af marinemaleren J.E.C. Rasmussen, Ærø, forestiller Jesu forklarelse på bjerget. Døbefonten af sandsten er fra 1936 og udført af Thorvald Larsen, mens prædikestolen er fra 1618 (Renæssancen).

## Galleri
- Strynø Kirke, døbefont og altertavle
- Strynø Kirke, prædikestol
- Strynø Kirke set fra præstegårdshaven